# 심상한
심상한(沈相漢, 1837년 ~ 1916년)은 조선 말기의 문신이자 대한제국의 관료이다. 자는 운일(雲一), 본관은 청송(靑松)이다.

## 가계
- 14대조 : 심연원 - 영의정 · 청천부원군
- 13대조 : 심강 - 명종의 국구 영돈녕부사 · 청릉부원군 · 증 영의정
- 12대조 : 심의겸 - 서인의 초대 영수, 병조판서
- 11대조 : 심엄 - 옥과현감 · 증 영의정 · 청송부원군
- 10대조 : 심광세 - 홍문관 응교 · 증 이조참판
- 9대조 : 심은 - 증 이조참판
- 8대조 : 심약명 - 함창현감 · 증 이조판서
- 7대조 : 심오 - 평택현감 · 증 사복시정 - 증 영의정 심속의 형
- 6대조 : 심최현(증 이조참의) - 양자, 증 영의정 심속의 아들, 이조판서 · 좌참찬 · 판돈녕부사 심택현의 동생
  - 5대조 : 심횡 - 증 이조참판
    - 고조부 : 심종지 - 괴산군수 · 증 이조참의
      - 증조부 : 심능열 - 증 이조참판
        - 조부 : 심의진 - 양양부사 · 증 이조판서
          - 아버지 : 심승택 - 예조판서
            - 본인 : 심상한 - 이조참의 · 대사성 · 봉상사장 · 사직서 전사 - 양자, 심유택의 아들
            - 부인 : 연안 이씨 - 목사 이혜의 딸
            - 여동생 : 청송 심씨
            - 매부 : 안동 김씨 판서 김명진 - 이조판서 김세균의 아들
            - 여동생 : 청송 심씨
            - 매부 : 안동 김씨 한림 김병옥 - 참판 김선근의 아들

        - 종조부 : 심의익 - 돈녕부 도정 · 증 홍문관 부제학
          - 당숙 : 심유택 - 문경현감 · 증 홍문관 부제학
            - 6촌 : 심상은 - 공조정랑
            - 6촌 : 심상한 - 심승택(예조판서)에게 양자로 감

## 생애

### 조선 철종
1861년(철종 12년) 식년 문과에 을과로 급제하여 사간원 정언, 홍문관 교리, 병조정랑, 사간원 헌납을 지냈다.

### 조선 고종
1863년(고종 즉위년) 사헌부 장령, 장악원정, 1867년 서학 교수, 1868년 통례원 좌통례, 1871년 돈녕부 도정, 1874년 동부승지를 지냈다.
1882년 병조참의, 1883년 이조참의, 대사성, 1884년 이조참의, 1885년 양주목사, 순천부사, 성천부사를 지냈다.

### 대한제국 고종
1899년 궁내부 특진관에 임명되고 칙임관 4등에 올랐다.
1901년 분비서승(分秘書丞), 1905년 봉상사장(奉常司長)을 거쳐, 봉상사 제조에 임명되고 칙임관 3등에 올랐다. 1906년 사직서 제조에 임명되고 기로소에 들어갔다.

### 대한제국 순종
1909년 정2품의 품계를 받고 사직서 전사(社稷署 典祀)가 되었다.

## 같이 보기
| - 심호 - 심택현 - 심풍지 - 심능악 - 심의면 - 심순택 - 심이택 - 심건택 - 심선택 - 심흥택 | - 심호택 - 심상훈 - 심상학 - 심상찬 - 심상황 - 심상만 - 심상익 - 심종협 - 심형진 - 심환진 |

## 참조
- 《승정원일기》
- 《고종실록》
- 《순종실록》
- 《청송심씨대동보》

1. ↑  순종실록 3권, 순종 2년 2월 20일 양력 1번째기사